# Sơn Thượng Vương
Sơn Thượng Vương (mất 227, trị vì 197–227) là vị quốc vương thứ 10 của Cao Câu Ly, vương quốc ở cực bắc trong Tam Quốc Triều Tiên. Ông là vương tử thứ ba của vị quốc vương thứ 8 tức Tân Đại Vương và là em của vị quốc vương thứ 9 tức Cố Quốc Xuyên Vương.

## Bối cảnh bước lên ngai vàng
Với cái chết của Cố Quốc Xuyên Vương, vương hậu họ Vu đã trợ giúp Sơn Thượng Vượng kế thừa ngai vàng. Bà về sau trở thành vương hậu của Sơn Thượng Vương. Điều này cho thấy phong tục kết hôn phu huynh đệ vẫn được thực thi trong thời kỳ Cao Câu Ly, song cũng chứng tỏ quyền lực của vương hậu họ Vu trong triều.
Phát Kỳ (Balgi), anh trai Sơn Thượng Vương, đã lãnh đạo một lực lượng nổi dậy tấn công vào kinh đô. Sơn Thượng và người đệ là Kế Tu (Gyesu) đã đẩy lùi cuộc tấn công, còn Phất Kỳ tự vẫn. Cao Câu Ly sau đó bị nhà Hán tấn công và kết quả là vương quốc buộc phải phục tùng triều đình Trung Hoa. Vào năm 209, Sơn Thượng Vương dời đô về thành Hoàn Đô (nay là Tập An, Cát Lâm) bởi quân phiệt Công Tôn Khang nhà Hán. Năm 215, ông đã cấp nơi nương náu cho hàng nghìn hộ từ vùng Liêu Đông.

## Kế vị
Tháng 11 âm lịch năm 208, nhà vua đi săn và đuổi theo một con lợn đến Tửu Dũng thôn (Jutongchon), nơi ông gặp một người phụ nữ trẻ và chung tình một ngày với cô. Vương hậu được nghe về điều này và đã cố gắng để giết chết cô gái song không thành công. Người phụ nữ sinh hạ một người con trai và trở thành đệ nhị vương hậu. Người con này về sau được phong thế tử năm 213 và sau đó trở thành Đông Xuyên Vương.
Sơn Thượng Vương băng hà năm 227, trị vì được 31 năm, và được chôn cất tại Sơn Thượng lăng (Sansang-neung).